# Arthur Barrow
Arthur Barrow (né en 1952 à San Antonio, au Texas) est un multi-instrumentiste américain. Il est principalement connu pour avoir accompagné Frank Zappa d'août 1978 à décembre 1981 comme bassiste.

## Discographie

### Avec Frank Zappa
- Joe's Garage (1979)
- Tinsel Town Rebellion (1981)
- Shut Up 'N' Play Yer Guitar (1981)
- You Are What You Is (1981)
- Ship Arriving Too Late to Save a Drowning Witch (1982)
- The Man From Utopia (1983)
- Them or Us (1984)
- Thing-Fish (1984)
- We're Only in It for the Money (1984 - nouvelles pistes de basse - voir Lumpy Money)
- Cruising With Ruben & The Jets (1984 - nouvelles pistes de basse)
- Lumpy Gravy (1984 - nouvelles pistes de basse - voir Lumpy Money)
- Frank Zappa Meets The Mothers Of Prevention (1985)
- Guitar (1988)
- You Can't Do That on Stage Anymore, Vol. 1 (1988)
- You Can't Do That on Stage Anymore, Vol. 4 (1991)
- You Can't Do That on Stage Anymore, Vol. 6 (1992)
- The Lost Episodes (1996)
- Frank Zappa Plays The Music Of Frank Zappa (1996)
- Have I Offended Someone? (1997)
- Halloween (2003)
- Trance Fusion (2006)
- Buffalo (2007)
- One Shot Deal (2008)